# Монморен (Верхняя Гаронна)
Монморе́н (фр. и окс. Montmaurin) — коммуна во Франции, находится в регионе Юг — Пиренеи. Департамент — Верхняя Гаронна. Входит в состав кантона Булонь-сюр-Жес. Округ коммуны — Сен-Годенс.
Код INSEE коммуны — 31385.

## География

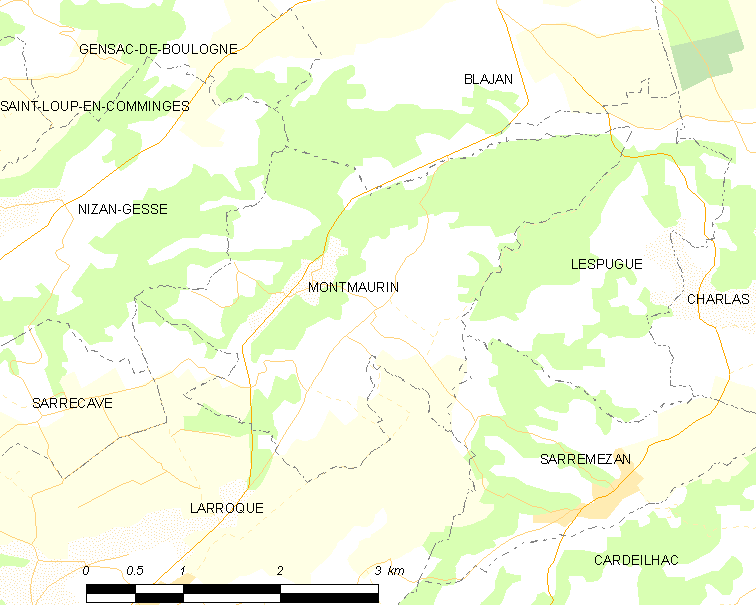
Карта коммуны

Коммуна расположена приблизительно в 640 км к югу от Парижа, в 80 км к юго-западу от Тулузы.
На востоке коммуны протекает река Сав.

## Климат
Климат умеренно-океанический. Зима мягкая и снежная, весна характеризуется сильными дождями и грозами, лето сухое и жаркое, осень солнечная. Преобладают сильные юго-восточные и северо-западные ветры.

## Население
Население коммуны на 2010 год составляло 226 человек.
| 1962 | 1968 | 1975 | 1982 | 1990 | 1999 | 2010 |
| ---- | ---- | ---- | ---- | ---- | ---- | ---- |
| 186  | 178  | 191  | 225  | 205  | 196  | 226  |

## Администрация
| Период | Период | Фамилия         | Партия                  | Примечания |
| ------ | ------ | --------------- | ----------------------- | ---------- |
| 1989   | 2014   | Даниэль Гаспен  | Социалистическая партия |            |
| 2014   | 2020   | Габриэль Амьель |                         |            |

## Экономика
В 2010 году среди 131 человека трудоспособного возраста (15—64 лет) 85 были экономически активными, 46 — неактивными (показатель активности — 64,9 %, в 1999 году было 67,3 %). Из 85 активных жителей работали 67 человек (40 мужчин и 27 женщин), безработных было 18 (9 мужчин и 9 женщин). Среди 46 неактивных 3 человека были учениками или студентами, 21 — пенсионерами, 22 были неактивными по другим причинам.

## Достопримечательности
- Руины галло-римской виллы (II век). Исторический памятник с 1949 года[4]
- Церковь Успения Божьей Матери
- Музей археологии и галло-римского искусства
- Нижняя челюсть (Montmaurin-La Niche mandible) неандертальца или Homo heidelbergensis Монморен 1[5][6][7].

## Фотогалерея

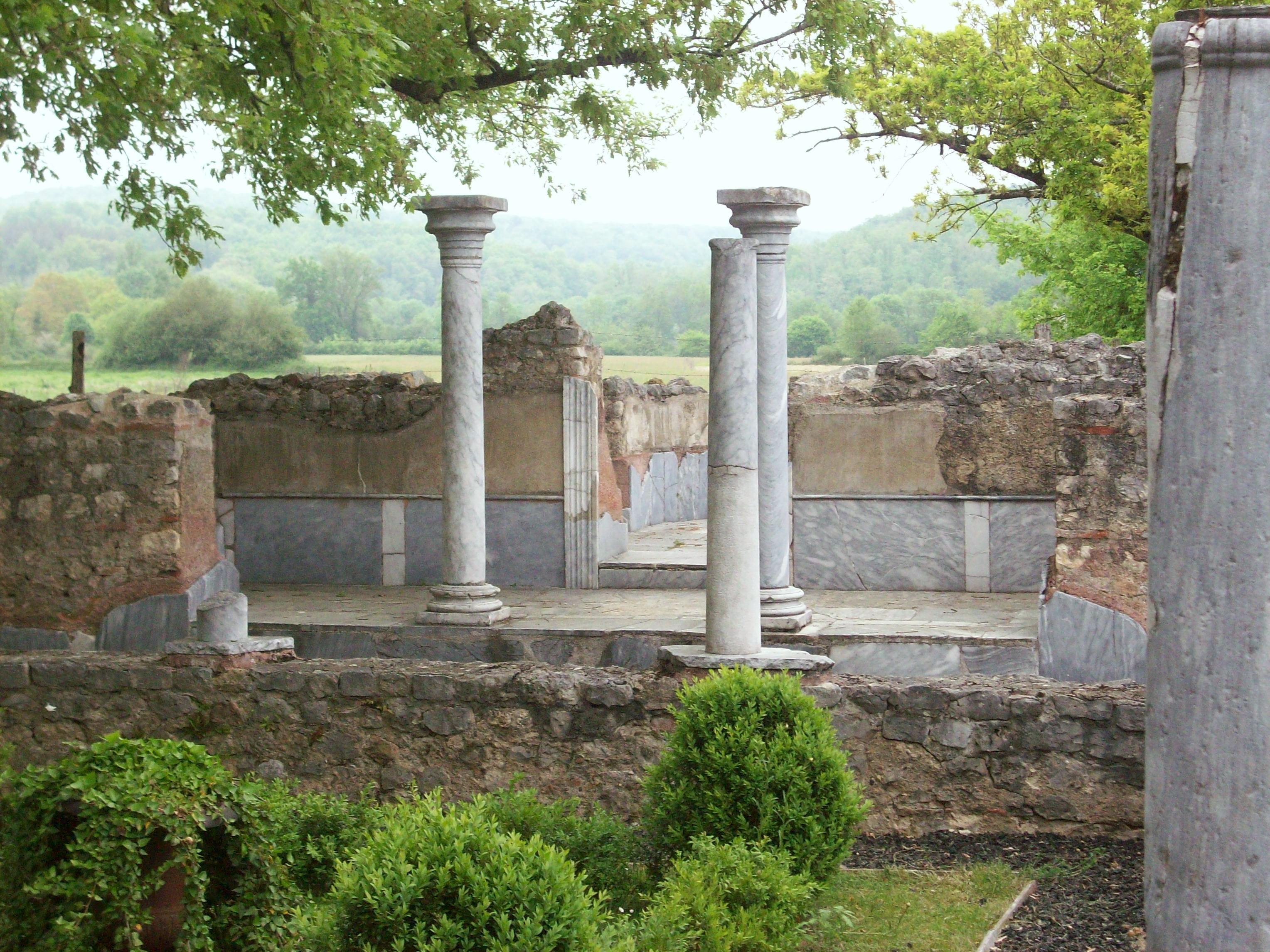
Галло-романская вилла
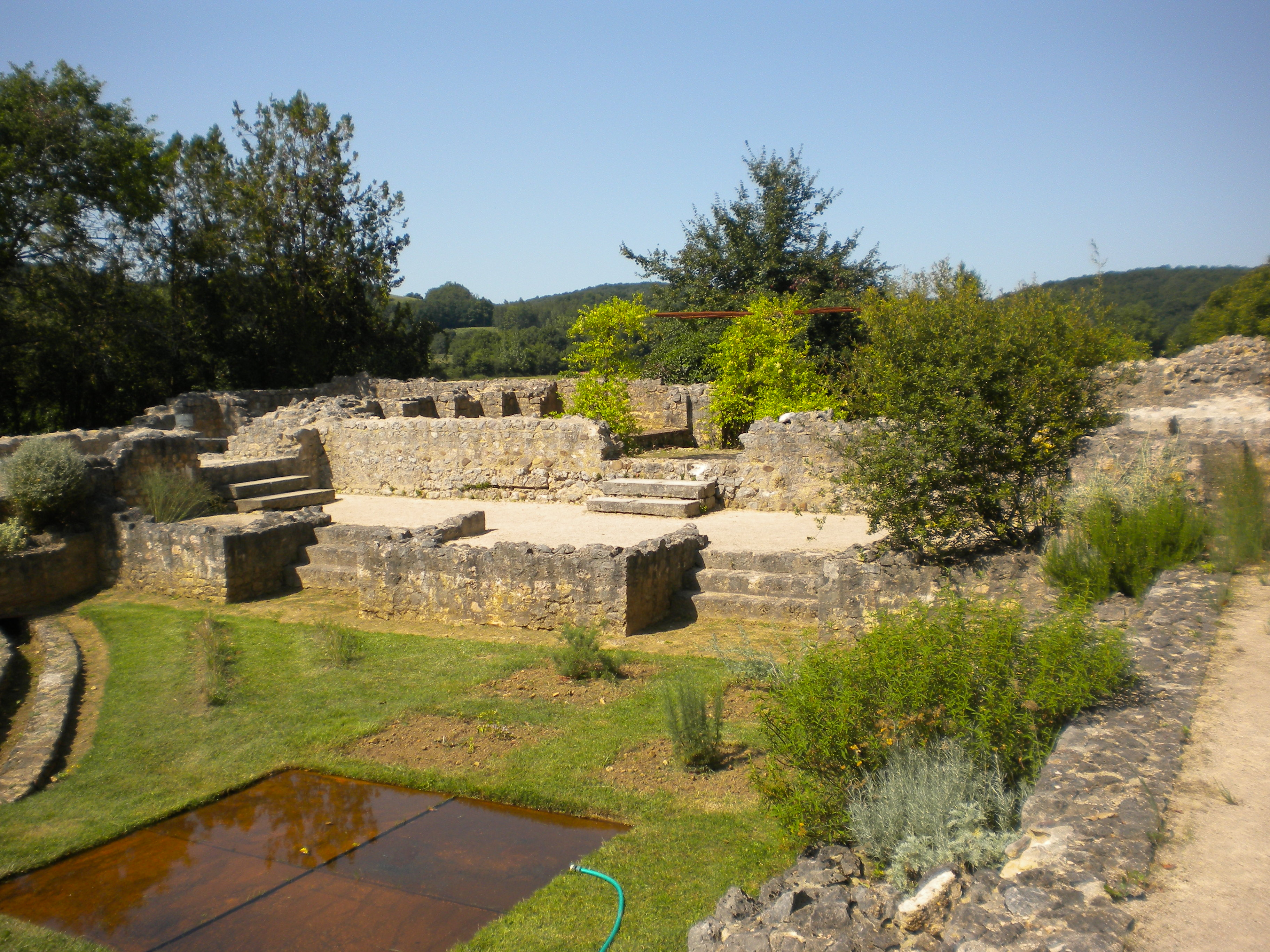
Галло-романская вилла
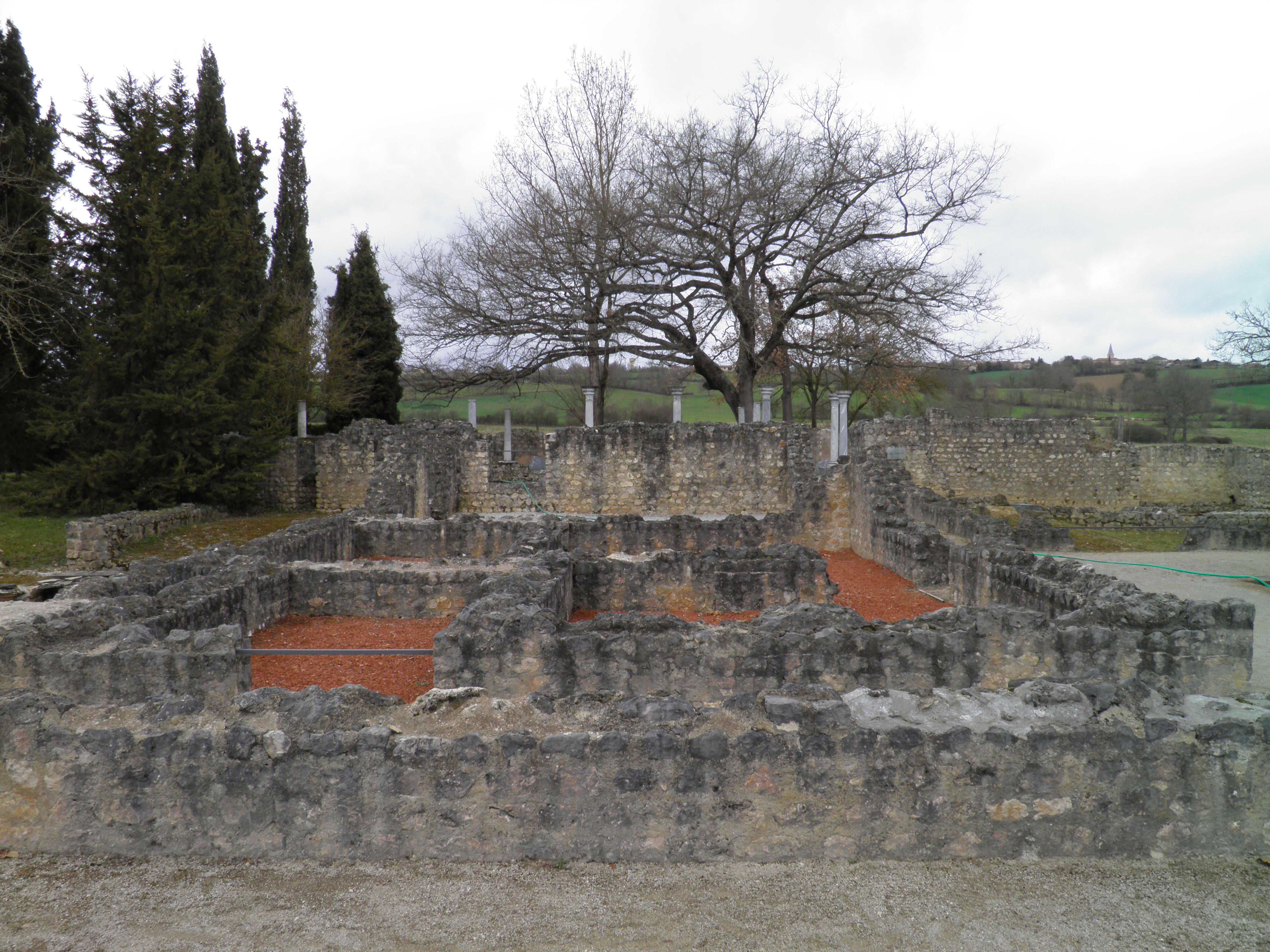
Галло-романская вилла
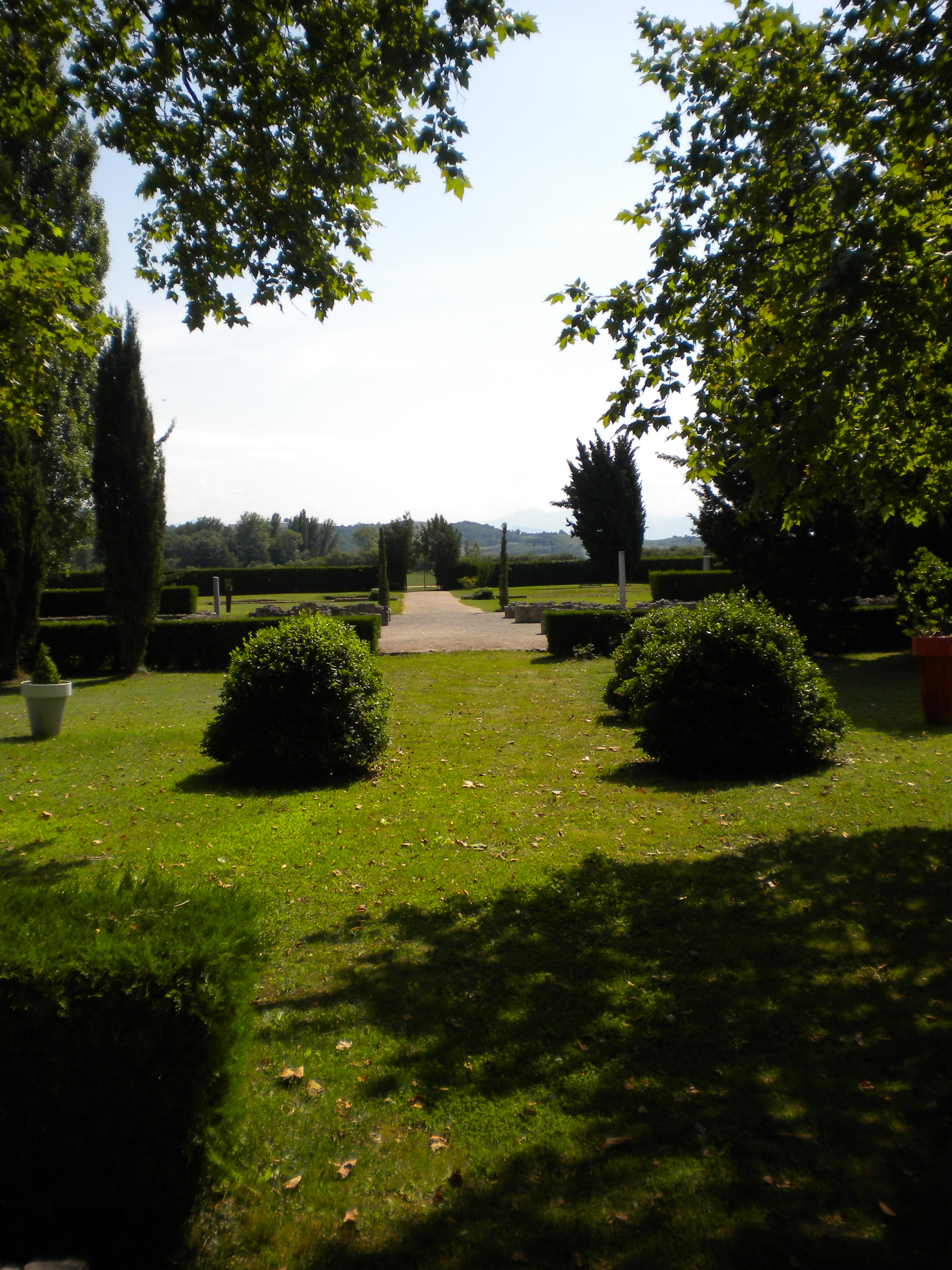
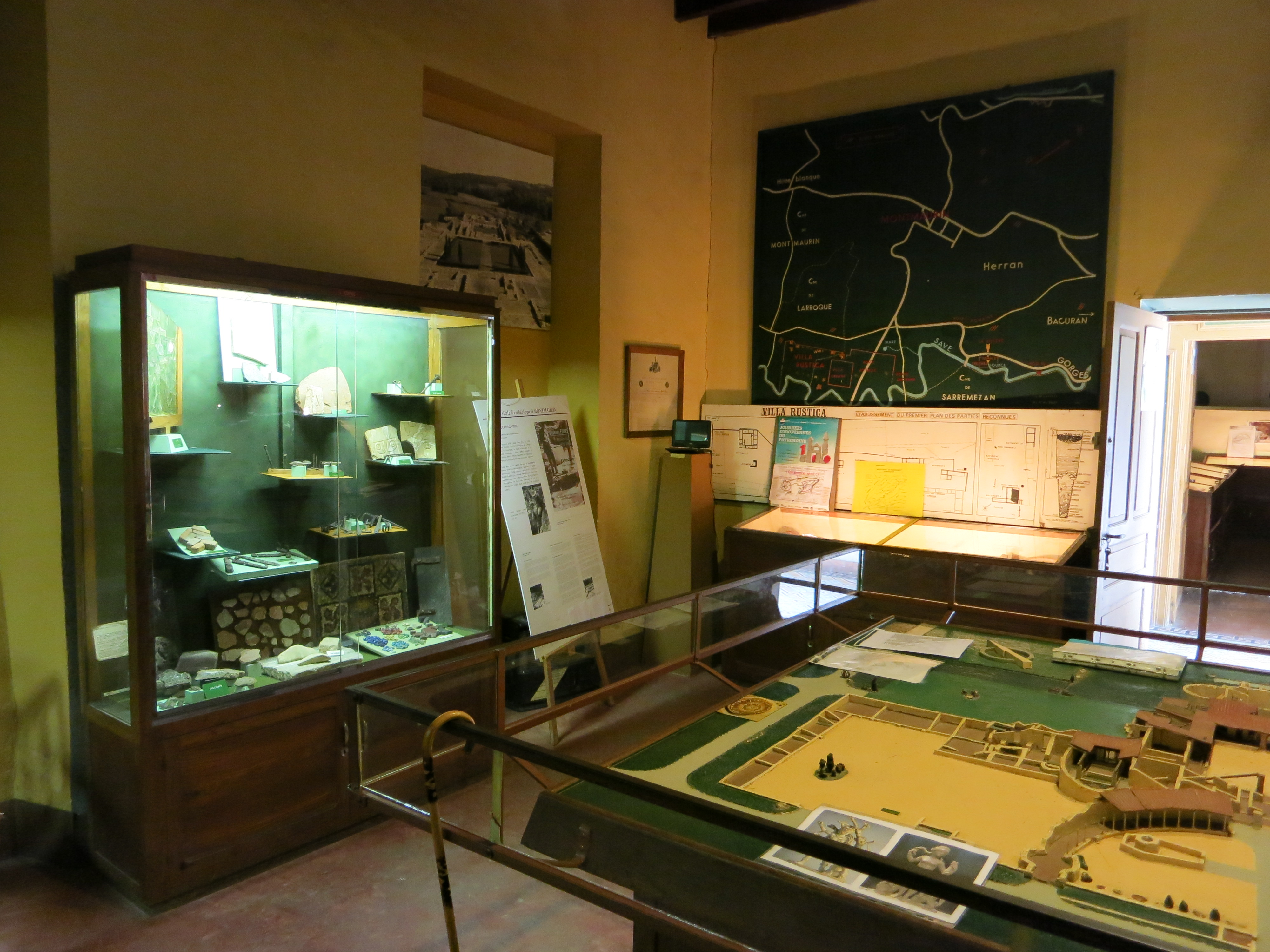
Музей